# Slaget ved Fredericksburg
Slaget ved Fredericksburg blev udkæmpet i og omkring Fredericksburg i Virginia fra den 11. december til den 15. december 1862 mellem Robert E. Lees sydstatshær Army of Northern Virginia og Unionens Army of the Potomac under kommando af generalmajor Ambrose E. Burnside, og det huskes som et af de mest ensidige slag i den amerikanske borgerkrig.
Unionshæren led den 13. december frygtelige tab i resultatløse frontalangreb mod sydstatstropper i forberedte stillinger på højderne bag byen Fredericksburg, hvilket resulterede i en hurtig af afslutning af kampagnen mod Sydstaternes hovedstad Richmond.

## Baggrund og Burnsides plan
Slaget var et forsøg fra unionshærens side på at genvinde initiativet i kampen mod Lees mindre, men mere aggressive hær. Burnside blev udnævnt til øverstkommanderende for Army of the Potomac i november i stedet for generalmajor George B. McClellan. Selv om McClellan havde bremset Lee i Slaget ved Antietam i september, mente præsident Abraham Lincoln, at McClellan manglede beslutsomhed, og at det var kritisabelt, at han undlod at forfølge og ødelægge Lees hær i Maryland og brugte alt for meget tid på at reorganisere og genforsyne sin hær efter større slag.
Efter kraftig tilskyndelse fra Lincoln og Unionens øverstkommanderende general Henry W. Halleck planlagde Burnside en offensiv i det sene efterår. Han meddelte sin plan til Halleck den 9. november. Planen var afhængig af hurtige bevægelser og afledning. Han ville samle sin hær på en synlig måde nær Warrenton og antydede, at han ville rykke frem mod Culpeper Court House, Orange Court House eller Gordonsville. Derefter ville han hurtigt vende sin hær mod sydøst og overskride Rappahannock floden og nå Fredericksburg, idet han håbede, at Lee ville blive stående i tvivl om Burnsides planer, mens unionshæren foretog en hurtig bevægelse mod Richmond langs Richmond, Fredericksburg, and Potomac Railroad fra Fredericksburg. Burnside valgte denne plan, fordi han var bekymret for, at hvis han gik direkte syd på fra Warrenton, ville han være udsat for angreb i flanken fra generalløjtnant Stonewall Jackson, som på det tidspunkt var i Shenandoahdalen syd for Winchester med sit korps. Han forventede også, at Orange and Alexandria Railroad ville være en utilstrækkelig forsyningslinie. Mens Burnside begyndte at samle forsyninger i en base ved Falmouth i nærheden af Fredericksburg, havde Lincolns regering en længere debat om planen. Lincoln endte med at godkende planen, men bad ham om at rykke hurtigt frem, da han tvivlede på, at Lee ville opføre sig, som Burnside forventede.

## Bevægelser før slaget
Unionshæren begyndte at marchere den 15. november, og de første enheder ankom til Falmouth den 17. november. Burnsides plan begyndte allerede da at gå skævt. Han havde givet ordre om, at der skulle sendes pontonbroer til fronten, og de skulle samles, så han hurtigt kunne krydse Rappahannock floden, men på grund af en administrativ fejl var broerne ikke ankommet før hæren, så da Sumner ankom, anmodede han kraftigt om en øjeblikkelig overskridelse af floden for at sprede den lille styrke på 500 sydstatssoldater i byen og besætte højderne mod vest. Burnside begyndte at gå i panik af bekymring over, at den tiltagende efterårsregn ville gøre det umuligt at krydse floden på de sædvanlige steder, og at Sumner kunne blive afskåret og tilintetgjort. Han forspildte sin chance og beordrede Sumner til at vente i Falmouth.
Den 21. november var generalløjtnant James Longstreets korps ankommet i nærheden af Fredericksburg, og Jackson var hurtigt på vej bagefter. I første omfang regnede Lee med, at han skulle møde Burnside nordvest for Fredericksburg, og at det kunne blive nødvendigt at falde tilbage bag North Anna-floden. Da han så, hvor langsomt Burnside bevægede sig, beordrede han hele sin hær til Fredericksburg. De første pontonbroer ankom til Falmouth d. 25. november, alt for sent til at Army of the Potomac kunne krydse floden uden at møde modstand. Burnside havde dog stadig en mulighed, da han kun stod overfor halvdelen af Lees hær, og denne ikke var forskanset, så hvis han handlede hurtigt, kunne han måske angribe Longstreet og besejre ham, inden Jackson nåede frem. Igen spildte han muligheden. Broerne ankom i slutningen af måneden, og på det tidspunkt var Jackson nået frem, og Longstreet forberedte stærke forsvarspositioner.
Burnside havde oprindelig regnet med, at hæren skulle krydse floden øst for Fredericksburg ca. 16 km nede ad floden, men Earlys division kom først og blokerede ham, så han besluttede at krydse floden lige ved Fredericksburg. Den 9. december skrev han til Halleck “Jeg tror nu, at fjenden vil blive mere overrasket over en overgang lige foran vores front end på noget andet sted på floden. Jeg er sikker på, at en stor del af fjendens tropper nu er koncentreret ved Port Royal, mens venstre fløj ligger ved Fredericksburg, og den håber vi at rulle op”.
Ud over sin fordel i antal tropper havde Burnside også fordelen af at vide, at hans hær ikke kunne angribes effektivt. På den anden side af Rappahannock var der opstillet 220 kanoner på en højderyg ved navn Stafford Heights, som skulle forhindre Lees hær i et gennemføre større modangreb.
Lee havde stor tiltro til sin hær, selv om han var temmelig usikker på sin modstanders planer, blot to dage før unionshæren forsøgte en overgang. Han formerede ca. 20.000 mand under Longstreet på sin venstre fløj, som var anbragt på højderyggen Marye’s Heights, lige vest for byen bag en stenmur, som løb langs toppen ad bakken. Af frygt for en landgang længere nede ad floden placerede han resten af sine mænd mod syd under Jackson. Området var fuldt af bakker, som også var udmærkede forsvarspositioner.
Unionens ingeniørsoldater begyndte at samle 6 pontonbroer om morgenen d. 11. december, to lige nord for byens centrum, en tredje ved den sydlige udkant af byen og 3 nær ved stedet, hvor Rappahannock flyder sammen med Deep Run. De kom under morderisk beskydning fra snigskytter, fortrinsvis fra Mississippi-brigaden under brigadegeneral William Barksdale. Til sidst overtalte hans underordnede Burnside til at sende landgangsstyrker over floden i både for at sikre et lille brohoved og ruske op i snigskytterne. Sydstatshæren valgte ikke at modsætte sig overgangen voldsomt på grund af artilleribeskydning fra Unionens batterier, men det kom til bykamp, da bygninger blev renset af infanteri og artilleriild fra den anden side af floden. Unionens artillerister sendte mere end 5.000 granater ned over byen og højdedraget mod vest. Efter at broerne var kommet på plads, plyndrede Burnsides mænd byen med et raseri, som ophidsede Lee, som sammenlignede deres plyndringer med de gamle vandaler. Ødelæggelsen ophidsede også Lees mænd, hvoraf mange stammede fra Virginia. I løbet af d. 11. og 12. december spredte Burnsides mænd sig udenfor byen og forberedte sig på at angribe Lees hær.

## Slaget
Slaget begyndte syd for byen kl. 8.30 den 13. december, da Franklin sendte to divisioner fra Venstre Stordivision ind i et hidtil uset hul i Jacksons forsvarslinie på højre fløj. Klokken 10 begyndte den tykke tåge at lette, og de i starten langsomme bevægelser tog fart. Meades division stod for hovedangrebet, understøttet af Doubledays og Gibbons divisioner. Angrebet blev bremset af Virginias beredne artilleri under major John Pelham, og en artilleriduel mellem Pelhams to kanoner (en 12-punds bronze-Napoleon og en riflet Blakely) og Unionens artilleribatterier varede i omkring en time. General Lee så kampen og sagde om Pelham, der var 24 år: "Det er glorværdigt at se så meget mod i én, der er så ung." Da Meade endelig kom videre, løb han ind i brigadegeneral Maxcy Greggs brigade og nedkæmpede den. Gregg blev ramt og dødeligt såret. Han døde to dage senere.
Til højre for Meade gjorde Gibbons angreb mod brigadegeneralerne William Dorsey Pender og Edward L. Thomas gode fremskridt, men Meades og Gibbons blev efterhånden adskilt. Klokken 13.30 skubbede et kraftigt sydstatsangreb dem tilbage. På grund af det tågede vejr kunne Unionens artilleri ikke give megen støtte. Unionens mænd blev drevet tilbage og jaget af sydstatsinfanteri, hvilket gav anledning til bekymring for, at de kunne blive indespærret ved floden. Til sidst blev Sickles og Birneys divisioner bragt frem for at styrke Unionens linje, og Stonewall Jacksons modangreb gik i stå. Fokus i kampen flyttede herefter nordpå til Marye's Heights.
De indledende angreb vest for Fredericksburg begyndte kl. 11, da Frenchs division rykkede langs Plank Road, der vendte mod en stejl afvandingsgrøft og en bred 350 meter bred åben slette, som kunne dækkes af Sydstaternes infanteri- og artilleriild fra en hulvej og en stenmur. Tidligere var Longstreet blevet forsikret af artilleristen Edward Porter Alexander om, at "en kylling ikke kunne holde sig i live på den mark, når vi begynder at beskyde den." De angribende unionssoldater måtte holde sig i kolonner over to små broer over afvandingsgrøften, hvilket gjorde dem til lette mål. Forsøg på at flytte angrebet længere til højre slog fejl på grund af det sumpede terræn. Ligesom mod syd kunne Unionens artilleri ikke indsættes effektivt på grund af tåge.
Burnside havde regnet med, at dette angreb på højre fløj blot skulle være til støtte for hovedangrebet på venstre fløj, men Franklin var gået i stå og nægtede at fortsætte, så Burnside skiftede fokus. Efter af Frenchs division var blevet slået tilbage med store tab, sendte Burnside Hancocks og Howards divisioner bagefter, men de mødte samme skæbne. Da Picketts division og en af Hoods brigader var marcheret nordpå for at understøtte Marye's Heights, fornyede Griffins division angrebet kl. 15.30 efterfulgt af Humphreys division kl. 16. Ved solnedgang angreb Gettys division fra øst og blev også slået tilbage.
Seks unionsdivisioner var blevet sendt ind i slaget – i reglen en brigade ad gangen, alt i alt 16 individuelle angreb, som alle var fejlet og havde kostet tab på mellem 6.000 og 8.000 mand. Lee betragtede slagteriet fra centrum af sin linje, en position som nu er kendt som Lee's Hill. General Lee blev citeret for at sige: "Det er godt, at krig er så forfærdelig, ellers ville vi blive glade for den." Kampen på højderne involverede også et angreb fra den irske brigade, som blev halveret i slaget, men nåede længere op i højderne end nogen anden enhed.
Sydstaternes tab ved Marye's Heights var i alt på omkring 1.200. Det tiltagende mørke og bønner fra Burnsides underordnede var tilstrækkeligt til at afslutte angrebene. Senere skrev Longstreet: "Angrebene havde været desperate og blodige, men var helt igennem håbløse." Tusinder af Unionssoldater tilbragte den kolde decembernat på markerne, som ledte op til højderne, uden mulighed for at bevæge sig eller hjælpe de sårede på grund af skydningen fra de konfødererede.
Hærene forblev i deres stillinger den 14. december, hvor Burnside kort overvejede at lede sit gamle IX korps i et sidste angreb på Marye's Heights, men han ombestemte sig. Om eftermiddagen bad Burnside Lee om en våbenstilstand for at kunne se til de sårede, hvilket Lee tillod. Den næste dag trak unionsstyrkerne sig tilbage over floden, og kampagnen var slut.

## Efterspil
Tabene på hver af hærene led viste klart, hvor katastrofal unionshærens taktik havde været, og Burnside blev afskediget som chef en måned senere efter den ydmygende fiasko i hans "Mud March". Unionshæren havde tab på 12.653 mand, heraf 1.284 dræbte, 9.600 sårede og 1.769 savnede og tilfangetagne. To unionsgeneraler blev dødeligt såret, brigadegeneralerne George D. Bayard og Conrad F. Jackson. Sydstaternes hær mistede 5.377 (608 døde, 4.116 sårede, 653 savnede/tilfangetagne), de fleste af den i den tidlige kamp på Jacksons front. Sydstaternes brigadegeneral T. R. R. Cobb blev dræbt.
Syden eksploderede i jubel over den store sejr. Richmond Examiner beskrev det som et "overvældende nederlag til den invaderende hær, en fremragende sejr til forsvarerne af den hellige jord." General Lee, som normalt var reserveret, blev beskrevet af Charleston Mercury som "jublende, næsten ude af balance, og tilsyneladende med et behov for at omfavne enhver, der besøger ham." Avisen skrev også, at "General Lee kender sit fag og hæren har endnu ikke lært begrebet 'at fejle' at kende."
Reaktionerne var modsat i Norden, og både hæren og præsident Lincoln kom under stærke angreb fra politikere og pressen. Cincinnati Commercial skrev: "Det kan dårligt ligge i den menneskelige natur for mænd at vise større tapperhed eller generaler at vise mindre dømmekraft, end det sås på vor side den dag." Senator Zachariah Chandler, en radikal Republikaner, skrev, at "Præsidenten er en svag mand, for svag til opgaven og de tåbelige eller forræderiske generaler spiller tid og mere dyrebart blod ved nyttesløse slag og forsinkelser". Pennsylvanias guvernør Andrew Curtin besøgte Det hvide Hus efter et besøg på slagmarken. Han fortalte præsidenten, at "Det var ikke et slag, det var et slagteri". Curtin rapporterede, at præsidenten var knust over denne beretning og snart gerådede i en tilstand af nervøs ophidselse på kanten af sindssyge." Lincoln selv skrev: "Hvis der er et sted, som er værre end helvede, så er jeg i det."
Dele af slagmarken ved Fredericksburg er bevaret som en del af Fredericksburg and Spotsylvania National Military Park.

## Eksterne links
- The Brothers War: The Battle of Fredericksburg Arkiveret 5. september 2005 hos  Wayback Machine
- Fredericksburg Order of Battle